# Kościół Matki Bożej Łaskawej w Sliemie
Kościół Matki Bożej Łaskawej (malt. Il-knisja tal-Madonna tal-Grazzja, ang. Our Lady of Grace Church) – mały rzymskokatolicki kościół, stojący naprzeciw kościoła parafialnego Stella Maris w Sliemie na Malcie. 

## Historia

### Początki kościołów w Sliemie
Aż do XIX wieku cały teren, zajmowany dziś przez Sliemę, St. Julian’s, Msidę oraz Gzirę, był częścią parafii w Birkirkarze. Kiedyś, na skalistym terenie określanym dziś jako Tigné Point, stała mała XVII-wieczna kaplica poświęcona Matce Bożej Dobrej Podróży, znanej też jako Madonna Tas-Sliema lub Madonna della Salute. W 1798 roku kaplica została zburzona przez okupujących Maltę Francuzów.

### Budowa kościoła
Kiedy Francuzi opuścili Maltę, wystąpiła potrzeba zbudowania nowej świątyni dla niewielkiej populacji terenu dzisiejszej Tas-Sliema. 28 kwietnia 1801 roku uzyskano niewielką działkę pod budowę. Ofiarodawczynią była Giovanna Salvaloco. Nowy kościół stanął już dwa lata później, w 1803 roku. Jego budowę, z racji braku kościołów na tym terenie, wspomógł również ówczesny rząd. Został filią parafii w Birkirkarze, posługę duszpasterską oraz niedzielną liturgię mszy świętej sprawowali w nim duszpasterze tej parafii.
Wydaje się, że kościół pierwotnie nosił wezwanie Świętego Imienia Maryi, później zostało ono zmienione na Matki Bożej Łaskawej.
Jakkolwiek nie ma informacji, kiedy kościół został ukończony i poświęcony, na pewno był już używany w maju 1804 roku, ponieważ wspomniany został przez biskupa Vincenzo Labiniego w raporcie z wizyty duszpasterskiej.

### Zamknięcie
Wraz ze wzrostem liczby mieszkańców, wzrosło zapotrzebowanie na budowę większej świątyni. W 1853 roku, prawie naprzeciw Tal-Grazzja, zbudowany został większy kościół Matki Bożej Gwiazdy Morza, który w 1878 roku został pierwszym kościołem parafialnym w Sliemie. Kościół Matki Bożej Łaskawej zaczął być określany jako „mały kościół”, a ludzie zaczęli częściej bywać w nowej świątyni. Jednak działalność duszpasterska w starym kościele wciąż trwała, aż do czasu, kiedy w 1908 roku biskup Pietro Pace, aby rozwiązać problem „konkurencji” między zarządcą kościoła Tal-Grazzja a proboszczem Stella Maris, zarządził zamknięcie tego pierwszego, i przeniesienie jego wyposażenia do świątyni parafialnej.

### Reaktywacja
Od tego czasu budynek służył jako magazyn mebli i innego wyposażenia kościelnego Stella Maris. W 1921 roku ks. Amadeo Bonello zajął się renowacją kościółka. Od 1922 roku za zezwoleniem kurii biskupiej rozpoczął on coniedzielne wystawianie Najświętszego Sakramentu, zaś od lutego 1923 roku również w pierwsze piątki oraz ostatni dzień karnawału.
Przygotowania do kolejnych prac remontowo-konserwacyjnych rozpoczęły się w 2001 roku, a same prace ruszyły w listopadzie 2004 roku. Wykonano renowację fasady, ścian wewnętrznych, dachu i kopuły. Inne prace wykonane zostały na marmurowej podłodze, ołtarzu i drzwiach wewnętrznych i zewnętrznych. Restauracja została zakończona do 2008 roku.

## Architektura

### Wygląd zewnętrzny
Budynek kościoła jest prosty w stylu. Jego kopuła podobna jest do kopuły kościoła św. Grzegorza w Żejtun – prosta niewysoka czasza na ośmiokątnym bębnie bez okien.
Do kościoła prowadzą trzy stopnie. Prostokątne drzwi główne otoczone są prostą ramą wykutą w kamieniu, na której wspiera się segmentowy naczółek. Powyżej owalne okno, otoczone prostą kamienną ramą. Fasada jest ukoronowana trójkątnym frontonem, wspierającym się na dwóch toskańskich pilastrach, umieszczonych na krańcach ściany.
W kościele znajdują się trzy małe dzwony – z 1834 i 1880 roku. Jeden z nich wybijał „podzwonne” przestępcom wieszanym na Tal-Farok we Florianie, miejscu egzekucji doskonale wówczas widocznym z kościoła Tal-Grazzja. 

### Wnętrze
Marmurowy blat ołtarza został zwężony, by zrobić miejsce dla prostego ołtarza posoborowego. W bocznych ścianach apsydy znajdują się drzwi, każde umiejscowione pomiędzy dwoma jońskimi pilastrami. Nad drzwiami, pod niewielkim gzymsem, ozdobny kamienny feston.
Sama apsyda otoczona jest belkowaniem, zawierającym półokrągły segmentowy naczółek, zwieńczający obraz tytularny nad ołtarzem. Belkowanie kontynuowane jest wokół całego wnętrza kościoła. W szczycie sklepienia apsydy, w stylizowanej muszli, wyobrażenie Ducha Świętego w formie gołębicy w obłokach, z rozchodzącymi się promieniami. Na obu bocznych płaszczyznach sklepienia dwa niewielkie okienka, mające doświetlać ołtarz. Na predelli ołtarza, nad tabernakulum, niewielka przeszklona konstrukcja do ekspozycji Najświętszego Sakramentu.
Nie jest znany autor obrazu nad ołtarzem. Obraz pochodzi ze zburzonej przez Francuzów kaplicy na Tigné Point. Jest to kopia obrazu Rafaela Madonna z Dzieciątkiem lub kopia Świętej Rodziny jednego z uczniów Rafaela, Gianfranco Penniego, zwanego il-Fattore. Dwa inne obrazy w kościele – Anioł Stróż oraz Święta Rodzina pędzla Mattia Pretiego stanowią dużą wartość artystyczną.
Na środku podłogi kościoła znajduje się marmurowa płyta z inskrypcją upamiętniającą dwóch księży, byłych opiekunów kaplicy Tigné – Michele'a Palma i Tommasa Vassallo, oraz wielkiego darczyńcę kaplicy, maltańskiego rycerza Zakonu św. Jana Michele'a Piantę, których szczątki zostały odnalezione pod ruinami kaplicy w 1856 roku i przeniesione do kościoła Tal-Grazzja przez ówczesnego proboszcza parafii w Birkirkarze.
Różowy ornat, podarowany kościołowi Tal-Grazzja przez wielkiego mistrza Pinto, oraz oryginalny żelazny klucz do zburzonej kaplicy na Tigné Point, znajdują się w kościele parafialnym Stella Maris.        

## Kościół dziś
W kościele regularnie od poniedziałku do piątku odbywa się adoracja Najświętszego Sakramentu. Wiele par decyduje się na zawarcie tutaj sakramentu małżeństwa. 

## Ochrona dziedzictwa kulturowego
Budynek kościoła umieszczony jest na liście National Inventory of the Cultural Property of the Maltese Islands pod nr. 1804.